# Сариозен
Сариозе́н (каз. Сарыөзен) — село у складі Осакаровського району Карагандинської області Казахстану. Входить до складу Батпактинського сільського округу.
Населення — 168 осіб (2021; 273 у 2009, 544 у 1999, 715 у 1989).
Національний склад станом на 1989 рік:
- німці — 100 %.

До 2002 року село називалось Крестовка.